# Pyrenæisk røn
Pyrenæisk Røn (Sorbus mougeotii) er en mellemstor busk eller lille træ på op til 10 meter. Pyrenæisk røn tåler megen vind og trives godt på let jord, bl.a. i Nord- og Vestjylland. Blomstrer i maj. Har normalt kraftig frugtsætning og søges ofte af fugle. 

## Anvendelse
Pyrenæisk røn anvendes især i læplantninger, men også i den indre del af vildtplantninger i mindre grupper eller, som enkelttræ. Pyrenæisk Røn er så velegnet til læplantninger, da planterne er ens, så der ikke kommer huller og ujævnheder i hegnet, som vinden kan forstørre. 

## Forveksling med Selje-Røn
Pyrenæisk Røn forveksles ofte med den nærtstående Selje-Røn, som er en art der forekommer i det sydøstlige Danmark, men som er svær at holde sygdomsfri. Årsagen til, at Selje-Røn er så modtagelig overfor sygdomme er, at den sætter frugt uden bestøvning (apomiktisk). Det betyder at alle Selje-Røn er genetisk ens og derfor er alle modtagelige for de samme sygdomme. Desvære er Pyrenæisk Røn ligesådan. En dag bliver den syg, og så forsvinder den fra alle læhegn på en gang.

## Eksterne links
- Pyrenæisk Røn Arkiveret 9. oktober 2004 hos  Wayback Machine
- Skov-info, hæfte 13, kap. 10 Arkiveret 25. april 2003 hos  Wayback Machine
- Skov-info, hæfte 13, indledning Arkiveret 20. juli 2003 hos  Wayback Machine
- Pyrenæisk Røns blomster (fransk)